# Billy Mays
Pour les articles homonymes, voir Mays.
William Darrell « Billy » Mays, Jr., né le 20 juillet 1958 à McKees Rocks (Pennsylvanie) et mort le 28 juin 2009 à Odessa (Floride), est un animateur américain de télé-achat à la télévision.
La réplique la plus célèbre de Billy Mays était "Hi Billy Mays Here" (Salut, ici Billy Mays) et "but wait, there's more" (Mais attendez, il y a plus encore).

## Biographie
Mays est né le 20 juillet 1958 à McKees Rocks en Pennsylvanie, puis grandi dans la ville voisine de Pittsburgh.
Il est retrouvé mort d'hypertension artérielle dans sa maison à Tampa le 28 juin 2009,

## Dans la culture populaire
Billy fut un personnage important du télé-achat des années 2000, remarqué pour sa barbe et sa voix très forte. Ces apparitions télévisées ont eu un certain impact sur Internet avec divers détournements et des hommages posthumes,.